# Hashikawa Bunzō

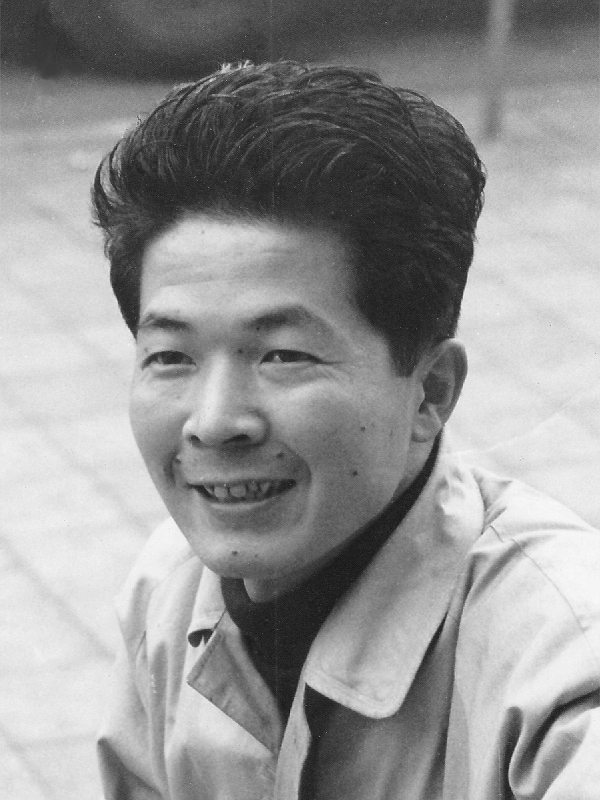
Hashikawa Bunzō

Hashikawa Bunzō (jap. 橋川 文三; * 1. Januar 1922; † 17. Dezember 1983) war ein japanischer Historiker und Politikwissenschaftler.
Hashikawa war Professor an der Meiji-Universität in Tokio. Er wurde vor allem mit Arbeiten zum modernen politischen Denken in Japan bekannt. Er schrieb über den nationalistischen Schriftsteller Mishima Yukio und den Ethnologen Yanagita Kunio und veröffentlichte 1960 eine Kritik der japanischen romantischen Schule. Mit Matsumoto Sannosuke gab er Kindai Nihon seiji shisō shi (Geschichte des modernen japanischen politischen Denkens) heraus.